# Koyuki

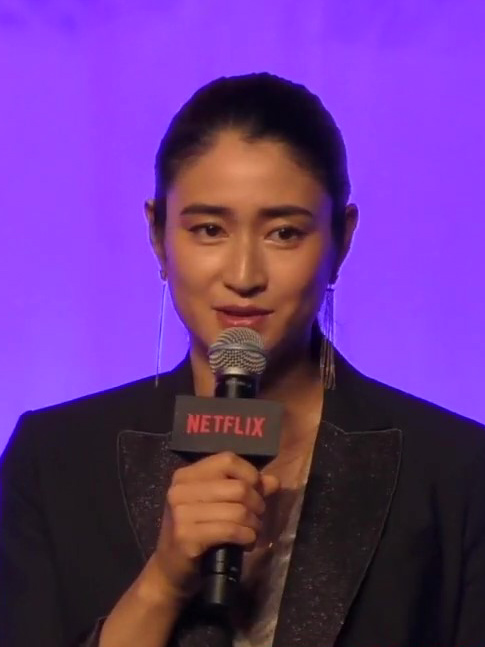
Koyuki

Koyuki (anhörenⓘ, jap. 小雪, mit vollem Namen Koyuki Katō 加藤小雪 Katō Koyuki; * 18. Dezember 1976 in Zama, Präfektur Kanagawa) ist ein japanisches Model und Schauspielerin.

## Leben und Karriere
1995 debütierte Koyuki im „non-no“-Magazin und stieg zwei Jahre später richtig ins Model-Geschäft ein. Seitdem ist sie ein gefragtes Model in zahlreichen Werbekampagnen in Magazinen und Fernsehwerbespots, vor allem für den Elektronikkonzern National Panasonic.
Koyuki spielte auch in zahlreichen japanischen TV-Dorama und Filmen. 2000 kam mit Keizoku der erste Film mit ihr in die Kinos. In Last Samurai hatte sie 2003 als Taka, die Tom Cruise während seiner Gefangenschaft beherbergt, ihre erste Rolle in einer internationalen Produktion. Bei den Japanese Academy Awards 2006 wurde sie als Beste Hauptdarstellerin nominiert.
Seit April 2011 ist Koyuki mit dem japanischen Schauspieler Ken’ichi Matsuyama verheiratet, den sie bei gemeinsamen Dreharbeiten zu Kamui - The Last Ninja kennenlernte. Das Paar hat drei gemeinsame Kinder.

## Filmografie
| Filme - 2000: Keizoku - 2001: Kairo - 2002: Alive - 2002: Laundry - 2003: Hyaku iro megane - 2003: Spy Sorge - 2003: Last Samurai - 2004: Warau Iemon - 2005: Always san-chôme no yûhi - 2005: Drag-On Dragoon 2: Fûin no kurenai, haitoku no kuro - 2007: Aoki Ôkami: chi hate umi tsukiru made - 2009: Blood – The Last Vampire - 2009: Kamui - The Last Ninja | Dorama - 1999: Ren'ai kekkon no housoku - 1999: Kowai douwa - 2000: Beautiful Life - 2000: Ikebukuro West Gate park - 2000: Love Complex - 2001: Antique - 2001: Italiatsu - 2003: Kimi wa petto - 2004: Boku to kanojo to kanojo no ikiru michi - 2005: Engine - 2019: Der nackte Regisseur - 2023: Sanctuary |